# Lelaps flavescens
Lelaps flavescens är en stekelart som beskrevs av William Harris Ashmead 1894. Lelaps flavescens ingår i släktet Lelaps och familjen puppglanssteklar. Inga underarter finns listade i Catalogue of Life.